# 宮西正宜
宮西 正宜（みやにし まさよし、1940年9月14日 - ）は、日本の数学者。専門は、代数幾何学・可換環論。学位は、理学博士（京都大学）。大阪大学名誉教授。2019年瑞宝中綬章受章。滋賀県出身。

## 略歴
京都大学理学部数学科卒業。
長年大阪大学教授を務め、2003年に退官し、名誉教授。2003年から関西学院大学教授を務め、2009年に定年退職、数理科学研究センター客員研究員となる。代数幾何学における重要な未解決問題 Jacobian Conjecture を長年研究している。
僧侶だけあって物事に厳しい一面ももつ。しかし、本人曰く実際は親が僧侶であり本人は僧侶ではないと、このことを否認している。高校の教科書の作成にも携わっている。
2019年春の叙勲で瑞宝中綬章を受章。

## 著作
- 代数幾何学, 裳華房
- 代数学１ －基礎編－, 裳華房
- 代数学２ －発展編－, 裳華房
- 抽象代数幾何学,（永田雅宜、丸山正樹との共著）共立出版
- 代数曲線入門,（増田佳代との共著）共立出版
- 複素数への招待,（増田佳代との共著）日本評論社
- 現代数理入門,（茨木俊秀との編著）関西学院大学出版会
- 現代数学序説〈１〉,（川久保勝夫との編著）大阪大学出版会
- 現代数学序説〈2〉,（川久保勝夫との編著）大阪大学出版会
- 現代数学序説〈3〉,（川中宣明との編著）大阪大学出版会
- 科学技術と人間のかかわり,（畑田耕一との編著）大阪大学出版会
- 科学技術と人間のかかわり〈2〉,（畑田耕一との編著）大阪大学出版会
- Algebliac Geometry, American Mathematical Society
- Open Algebraic Surfaces, American Mathematical Society
- Non-Complete Algebraic Surfaces, Springer-Verlag